# Faemino-Faema
A equipa Faemino-Faema, conhecido anteriormente também como Faema, foi um equipa de ciclismo belga, de origem italiana, de ciclismo de estrada que competiu entre 1968 a 1970. Foi um das equipas onde Eddy Merckx conseguiu os seus principais triunfos.
Não se deve que confundir com a antiga equipa Faema.

## Corredor melhor classificado nas Grandes Voltas
| Ano  | Giro d'Italia   | Tour de France  | Volta a Espanha     |
| ---- | --------------- | --------------- | ------------------- |
| 1968 | 1.º Eddy Merckx | -               | 5.º Vittorio Adorni |
| 1969 | Abandono        | 1.º Eddy Merckx | -                   |
| 1970 | 1.º Eddy Merckx | 1.º Eddy Merckx | -                   |

## Principais resultados
- Volta à Catalunha: Eddy Merckx (1968)
- Paris-Roubaix: Eddy Merckx (1968 e 1970)
- Volta à Romandia: Eddy Merckx (1968)
- Paris-Tours: Guido Reybrouck (1968)
- Milão-Sanremo: Eddy Merckx (1969)
- Volta à Flandres: Eddy Merckx (1969)
- Amstel Gold Race: Guido Reybrouck (1969)
- Liège-Bastogne-Liège: Eddy Merckx (1969)
- Paris-Luxemburgo: Eddy Merckx (1969)
- Campeonato de Zurique: Roger Swerts (1969)
- Paris-Nice: Eddy Merckx (1969, 1970)
- Flecha Valona: Eddy Merckx (1970)
- Gante-Wevelgem: Eddy Merckx (1970)
- Semana Catalã de Ciclismo: Italo Zilioli (1970)
- Volta à Bélgica: Eddy Merckx (1970)

### Nas grandes voltas
- Giro d'Italia
  -     - 3 participações (1968, 1969, 1970)
    - 17 vitórias de etapa:
      - 9 em 1968: Eddy Merckx (4), Guido Reybrouck (3), Emilio Casalini, Lino Farisato
      - 4 em 1969: Eddy Merckx (4)
      - 4 em 1970: Eddy Merckx (3), Italo Zilioli

    - 2 classificação finais:
    - Eddy Merckx: 1968, 1970
    - 2 classificações secundárias:
    - Grande Prêmio da montanha: Eddy Merckx (1968)
    - Classificação por pontos: Eddy Merckx (1968)
    - Classificação por equipas: (1968, 1969, 1970)

- Tour de France
  -     - 2 participações (1969, 1970)
    - 20 vitórias de etapa:
      - 9 em 1969: Eddy Merckx (6), Julien Stevens, Guido Reybrouck, Joseph Spruyt
      - 11 em 1970: Eddy Merckx (8), Italo Zilioli, Joseph Spruyt, CRE

    - 2 classificação finais:
    - Eddy Merckx: 1969, 1970
    - 8 classificações secundárias:
    - Grande Prêmio da montanha: Eddy Merckx (1969, 1970)
    - Classificação da combinada: Eddy Merckx (1969, 1970)
    - Prêmio da combatividade: Eddy Merckx (1969, 1970)
    - Classificação por pontos: Eddy Merckx (1969)
    - Classificação por equipas: (1969)

- Volta a Espanha
  -     - 1 participações (1968)
    - 1 vitórias de etapa:
      - 1 em 1968: Victor Van Schil

    - 0 classificação finais:
    - 0 classificações secundárias:

## Composição da equipa
| \| Integrantes da equipe 1968 \| Integrantes da equipe 1968 \| Integrantes da equipe 1968 \| Integrantes da equipe 1968 \| \| Ciclista \| Data de nascimento \| Equipe anterior \| \| \| -------------------------- \| -------------------------- \| ---------------------------- \| -------------------------- \| \| Vittorio Adorni \| 14 novembro 1937 \| Salamini-Luxor TV (1967) \| \| \| Luciano Armani \| 12 outubro 1940 \| \| \| \| Antonio Bailetti \| 29 setembro 1937 \| Salvarani (1967) \| \| \| Giovanni Bettinelli \| 5 março 1935 \| \| \| \| Emilio Casalini \| 5 novembro 1941 \| \| \| \| Vittorio Casati \| 8 maio 1938 \| \| \| \| Noël De Pauw \| 25 julho 1942 \| \| \| \| Julien Delocht \| 21 fevereiro 1942 \| \| \| \| Mino Denti \| 5 fevereiro 1945 \| \| \| \| Lino Farisato \| 15 março 1945 \| \| \| \| Lauro Grazioli \| 25 novembro 1943 \| \| \| \| Robert Lelangue \| 4 fevereiro 1940 \| Roméo-Smith's (1967) \| \| \| Bruno Mealli \| 20 novembro 1937 \| Salamini-Luxor TV (1967) \| \| \| Eddy Merckx \| 17 junho 1945 \| Peugeot-BP-Michelin (1967) \| \| \| Ambrogio Portalupi \| 25 janeiro 1943 \| \| \| \| Guido Reybrouck \| 25 dezembro 1941 \| Roméo-Smith's (1967) \| \| \| Guido De Rosso \| 28 setembro 1940 \| Vittadello (1967) \| \| \| Pietro Scandelli \| 16 outubro 1941 \| \| \| \| Patrick Sercu \| 27 junho 1944 \| Flandria-De Clerck (1967) \| \| \| Luciano Soave \| 21 agosto 1942 \| \| \| \| Joseph Spruyt \| 25 fevereiro 1943 \| Mercier-BP-Hutchinson (1967) \| \| \| Roger Swerts \| 28 dezembro 1942 \| Mercier-BP-Hutchinson (1967) \| \| \| Martin Van Den Bossche \| 10 março 1941 \| Smith's (1968) \| \| \| Victor Van Schil \| 21 dezembro 1939 \| Flandria-De Clerck (1967) \| \| \| Luigi Zuccotti \| 14 janeiro 1942 \| \| \| \| \| \| \| \| \| Fonte: Cycling Archives \| \| \| \| |                    |                              |  |
| Integrantes da equipe 1968 |                    |                              |  |
| Ciclista | Data de nascimento | Equipe anterior              |  |
| Vittorio Adorni | 14 novembro 1937   | Salamini-Luxor TV (1967)     |  |
| Luciano Armani | 12 outubro 1940    |                              |  |
| Antonio Bailetti | 29 setembro 1937   | Salvarani (1967)             |  |
| Giovanni Bettinelli | 5 março 1935       |                              |  |
| Emilio Casalini | 5 novembro 1941    |                              |  |
| Vittorio Casati | 8 maio 1938        |                              |  |
| Noël De Pauw | 25 julho 1942      |                              |  |
| Julien Delocht | 21 fevereiro 1942  |                              |  |
| Mino Denti | 5 fevereiro 1945   |                              |  |
| Lino Farisato | 15 março 1945      |                              |  |
| Lauro Grazioli | 25 novembro 1943   |                              |  |
| Robert Lelangue | 4 fevereiro 1940   | Roméo-Smith's (1967)         |  |
| Bruno Mealli | 20 novembro 1937   | Salamini-Luxor TV (1967)     |  |
| Eddy Merckx | 17 junho 1945      | Peugeot-BP-Michelin (1967)   |  |
| Ambrogio Portalupi | 25 janeiro 1943    |                              |  |
| Guido Reybrouck | 25 dezembro 1941   | Roméo-Smith's (1967)         |  |
| Guido De Rosso | 28 setembro 1940   | Vittadello (1967)            |  |
| Pietro Scandelli | 16 outubro 1941    |                              |  |
| Patrick Sercu | 27 junho 1944      | Flandria-De Clerck (1967)    |  |
| Luciano Soave | 21 agosto 1942     |                              |  |
| Joseph Spruyt | 25 fevereiro 1943  | Mercier-BP-Hutchinson (1967) |  |
| Roger Swerts | 28 dezembro 1942   | Mercier-BP-Hutchinson (1967) |  |
| Martin Van Den Bossche | 10 março 1941      | Smith's (1968)               |  |
| Victor Van Schil | 21 dezembro 1939   | Flandria-De Clerck (1967)    |  |
| Luigi Zuccotti | 14 janeiro 1942    |                              |  |
| |                    |                              |  |
| Fonte: Cycling Archives |                    |                              |  |

| \| Integrantes da equipe 1969 \| Integrantes da equipe 1969 \| Integrantes da equipe 1969 \| Integrantes da equipe 1969 \| \| Ciclista \| Data de nascimento \| Equipe anterior \| \| \| -------------------------- \| -------------------------- \| ------------------------------- \| -------------------------- \| \| Etienne Antheunis \| 15 junho 1947 \| \| \| \| Antonio Bailetti \| 29 setembro 1937 \| Salvarani (1967) \| \| \| Frans Brands \| 31 maio 1940 \| Smith's (1968) \| \| \| Tino Conti \| 26 novembro 1945 \| \| \| \| Julien Delocht \| 21 fevereiro 1942 \| \| \| \| Francesco Desaymonet \| 20 abril 1943 \| \| \| \| Pietro Di Caterina \| 13 janeiro 1945 \| \| \| \| Lino Farisato \| 15 março 1945 \| \| \| \| Eddy Merckx \| 17 junho 1945 \| Peugeot-BP-Michelin (1967) \| \| \| Frans Mintjens \| 23 novembro 1946 \| \| \| \| Englebert Opdebeeck \| 27 dezembro 1946 \| \| \| \| Adelio Re \| 22 julho 1944 \| \| \| \| Guido Reybrouck \| 25 dezembro 1941 \| Roméo-Smith's (1967) \| \| \| Guido De Rosso \| 28 setembro 1940 \| Vittadello (1967) \| \| \| Pietro Scandelli \| 16 outubro 1941 \| \| \| \| Willy Scheers \| 29 março 1947 \| \| \| \| Patrick Sercu \| 27 junho 1944 \| Faema (1969) \| \| \| Luciano Soave \| 21 agosto 1942 \| \| \| \| Joseph Spruyt \| 25 fevereiro 1943 \| Mercier-BP-Hutchinson (1967) \| \| \| Julien Stevens \| 25 fevereiro 1943 \| Smith's (1968) \| \| \| Roger Swerts \| 28 dezembro 1942 \| Mercier-BP-Hutchinson (1967) \| \| \| Bernard Van De Kerckhove \| 8 julho 1941 \| Pelforth-Sauvage-Lejeune (1968) \| \| \| Martin Van Den Bossche \| 10 março 1941 \| Smith's (1968) \| \| \| Victor Van Schil \| 21 dezembro 1939 \| Flandria-De Clerck (1967) \| \| \| Valere Van Sweevelt \| 15 abril 1947 \| \| \| \| Georges Vandenberghe \| 28 dezembro 1941 \| Smith's (1968) \| \| \| Herman Vrijders \| 29 julho 1946 \| Smith's (1968) \| \| \| \| \| \| \| \| Fonte: Cycling Archives \| \| \| \| |                    |                                 |  |
| Integrantes da equipe 1969 |                    |                                 |  |
| Ciclista | Data de nascimento | Equipe anterior                 |  |
| Etienne Antheunis | 15 junho 1947      |                                 |  |
| Antonio Bailetti | 29 setembro 1937   | Salvarani (1967)                |  |
| Frans Brands | 31 maio 1940       | Smith's (1968)                  |  |
| Tino Conti | 26 novembro 1945   |                                 |  |
| Julien Delocht | 21 fevereiro 1942  |                                 |  |
| Francesco Desaymonet | 20 abril 1943      |                                 |  |
| Pietro Di Caterina | 13 janeiro 1945    |                                 |  |
| Lino Farisato | 15 março 1945      |                                 |  |
| Eddy Merckx | 17 junho 1945      | Peugeot-BP-Michelin (1967)      |  |
| Frans Mintjens | 23 novembro 1946   |                                 |  |
| Englebert Opdebeeck | 27 dezembro 1946   |                                 |  |
| Adelio Re | 22 julho 1944      |                                 |  |
| Guido Reybrouck | 25 dezembro 1941   | Roméo-Smith's (1967)            |  |
| Guido De Rosso | 28 setembro 1940   | Vittadello (1967)               |  |
| Pietro Scandelli | 16 outubro 1941    |                                 |  |
| Willy Scheers | 29 março 1947      |                                 |  |
| Patrick Sercu | 27 junho 1944      | Faema (1969)                    |  |
| Luciano Soave | 21 agosto 1942     |                                 |  |
| Joseph Spruyt | 25 fevereiro 1943  | Mercier-BP-Hutchinson (1967)    |  |
| Julien Stevens | 25 fevereiro 1943  | Smith's (1968)                  |  |
| Roger Swerts | 28 dezembro 1942   | Mercier-BP-Hutchinson (1967)    |  |
| Bernard Van De Kerckhove | 8 julho 1941       | Pelforth-Sauvage-Lejeune (1968) |  |
| Martin Van Den Bossche | 10 março 1941      | Smith's (1968)                  |  |
| Victor Van Schil | 21 dezembro 1939   | Flandria-De Clerck (1967)       |  |
| Valere Van Sweevelt | 15 abril 1947      |                                 |  |
| Georges Vandenberghe | 28 dezembro 1941   | Smith's (1968)                  |  |
| Herman Vrijders | 29 julho 1946      | Smith's (1968)                  |  |
| |                    |                                 |  |
| Fonte: Cycling Archives |                    |                                 |  |

| \| Integrantes da equipe 1970 \| Integrantes da equipe 1970 \| Integrantes da equipe 1970 \| Integrantes da equipe 1970 \| \| Ciclista \| Data de nascimento \| Equipe anterior \| \| \| -------------------------- \| -------------------------- \| ---------------------------- \| -------------------------- \| \| Etienne Antheunis \| 15 junho 1947 \| \| \| \| Joseph Bruyère \| 5 outubro 1948 \| \| \| \| Pietro Campagnari \| 15 maio 1941 \| Sanson (1969) \| \| \| Julien Delocht \| 21 fevereiro 1942 \| \| \| \| Francesco Desaymonet \| 20 abril 1943 \| \| \| \| Pietro Di Caterina \| 13 janeiro 1945 \| \| \| \| Lino Farisato \| 15 março 1945 \| \| \| \| Fernand Hermie \| 24 janeiro 1945 \| \| \| \| Jos Huysmans \| 18 dezembro 1941 \| Dr. Mann-Grundig (1969) \| \| \| Roger Kindt \| 18 setembro 1945 \| \| \| \| Eddy Merckx \| 17 junho 1945 \| Peugeot-BP-Michelin (1967) \| \| \| Frans Mintjens \| 23 novembro 1946 \| \| \| \| Willy Monty \| 11 outubro 1939 \| Peugeot-BP-Michelin (1969) \| \| \| Adelio Re \| 22 julho 1944 \| \| \| \| Pietro Scandelli \| 16 outubro 1941 \| \| \| \| Willy Scheers \| 29 março 1947 \| \| \| \| Joseph Spruyt \| 25 fevereiro 1943 \| Mercier-BP-Hutchinson (1967) \| \| \| Julien Stevens \| 25 fevereiro 1943 \| Smith's (1968) \| \| \| Roger Swerts \| 28 dezembro 1942 \| Mercier-BP-Hutchinson (1967) \| \| \| Arthur Van De Vijver \| 29 fevereiro 1948 \| \| \| \| Victor Van Schil \| 21 dezembro 1939 \| Flandria-De Clerck (1967) \| \| \| Georges Vandenberghe \| 28 dezembro 1941 \| Smith's (1968) \| \| \| Italo Zilioli \| 24 setembro 1941 \| Filotex (1969) \| \| \| \| \| \| \| \| Fonte: UCI \| \| \| \| |                    |                              |  |
| Integrantes da equipe 1970 |                    |                              |  |
| Ciclista | Data de nascimento | Equipe anterior              |  |
| Etienne Antheunis | 15 junho 1947      |                              |  |
| Joseph Bruyère | 5 outubro 1948     |                              |  |
| Pietro Campagnari | 15 maio 1941       | Sanson (1969)                |  |
| Julien Delocht | 21 fevereiro 1942  |                              |  |
| Francesco Desaymonet | 20 abril 1943      |                              |  |
| Pietro Di Caterina | 13 janeiro 1945    |                              |  |
| Lino Farisato | 15 março 1945      |                              |  |
| Fernand Hermie | 24 janeiro 1945    |                              |  |
| Jos Huysmans | 18 dezembro 1941   | Dr. Mann-Grundig (1969)      |  |
| Roger Kindt | 18 setembro 1945   |                              |  |
| Eddy Merckx | 17 junho 1945      | Peugeot-BP-Michelin (1967)   |  |
| Frans Mintjens | 23 novembro 1946   |                              |  |
| Willy Monty | 11 outubro 1939    | Peugeot-BP-Michelin (1969)   |  |
| Adelio Re | 22 julho 1944      |                              |  |
| Pietro Scandelli | 16 outubro 1941    |                              |  |
| Willy Scheers | 29 março 1947      |                              |  |
| Joseph Spruyt | 25 fevereiro 1943  | Mercier-BP-Hutchinson (1967) |  |
| Julien Stevens | 25 fevereiro 1943  | Smith's (1968)               |  |
| Roger Swerts | 28 dezembro 1942   | Mercier-BP-Hutchinson (1967) |  |
| Arthur Van De Vijver | 29 fevereiro 1948  |                              |  |
| Victor Van Schil | 21 dezembro 1939   | Flandria-De Clerck (1967)    |  |
| Georges Vandenberghe | 28 dezembro 1941   | Smith's (1968)               |  |
| Italo Zilioli | 24 setembro 1941   | Filotex (1969)               |  |
| |                    |                              |  |
| Fonte: UCI |                    |                              |  |